# أسامة العبد (مخرج)
أسامة العبد (1981 -) هو مخرج مصري.

## حياته ونشأته
ولد سنة 1981 بالقاهرة، وهو خريج المعهد العالى السينما عام 2003.

## مسيرته
عمل مساعد مخرج في العديد من الأفلام الروائية الطويلة . أخرج العديد من الأفلام التسجيلية و الروائية القصيرة. حاز على العديد من الجوائز عن فيلمه القصير (إعادة تدوير) 2003 و (الوقت 2003 ) و (هوس العمق) 2007 ومن أبرز أعماله إخراج مسلسل (تامر وشوقية) عام 2006 -2007 و مسلسل (جوزماما) 2010 ومسلسل (الباب في الباب) 2011 ، و ست كوم  وحاز على عدة جوائز عن فيلمه القصير.